# Sarnia Cherie
Sarnia Cherie é o hino usado na ilha de Guernsey, em ocasiões em que é necessário um hino que distinga a dependência do Reino Unido (noutras situações, o hino usado é o God Save the Queen).

## Letra original em inglês
Sarnia; dear Homeland, Gem of the sea.

Island of beauty, my heart longs for thee.

Thy voice calls me ever, in waking, or sleep,

Till my soul cries with anguish, my eyes ache to weep.

In fancy I see thee, again as of yore,

Thy verdure clad hills and thy wave beaten shore.

Thy rock sheltered bays, ah; of all thou art best,

I'm returning to greet thee, dear island of rest.

### Refrão
Sarnia Cherie. Gem of the sea.

Home of my childhood, my heart longs for thee.

Thy voice calls me ever, forget thee I'll never,

Island of beauty. Sarnia Cherie.

I left thee in anger, I knew not thy worth.

Journeyed afar, to the ends of the earth.

Was told of far countries, the heav'n of the bold,

Where the soil gave up diamonds, silver and gold.

The sun always shone, and "race" took no part,

But thy cry always reached me, its pain wrenched my heart.

So I'm coming home, thou of all art the best.

Returning to greet thee, dear island of rest.

## Letra em guernesiano
Uma versão em Guernesiano (Francês de Guernsey), tipo de langue d'oïl normanda, também existe:
Sarnia, chière patrie, bijou d'la maïr,
Ile plloinne dé biautai, dans d'iaoue si cllaire
Ta vouaix m'appeule terjous, mon tcheur plloin d'envie,
Et mon âme té crie en poine, mes iars voudraient t'veis.
Quaend j'saonge, j'té vaie derchier, mesme comme t'étais d'vànt,
Tes côtis si vaerts et ton sabllaon si bllànc,
Tes bànques et tes rotchets. Ah! Dé toutes la pus belle.
Mon réfuge et mon r'pos, chière île qu'est si belle.
Sarnia Chérie, ma chière patrie,
D'l'île dé ma nèissance, mon tcheur a envie
Ta vouaix m'appeule terjours,
Et j'pense à té chaque jour.
Ile plloinne dé biautai, Sarnia Chérie.
Sàns saver ta valeur, j'm'en fus en colère,
Je v'yagis si llian, à l'aute but dé la terre.
I m'dirent dé biaux pays, et j'm'en fus brâment
Oueque la terre baillait à haut d'l'or et dé l'argent.
Nous 'tait tous amis et i fit bal chaque jeur,
Mais ta vouaix m'applait terjours, a m'déteurtait l'tcheur.
Ch'est pourtchi qué j'm'en vians. Ah! té veis, la millaeure.
Ma chière île dé répos, dé chenna j'sis saeure.
Sarnia Chérie, ma chière patrie,
D'l'île dé ma nèissance, mon tcheur a envie
Ta vouaix m'appeule terjours,
Et j'pense à té chaque jour.
Ile plloinne dé biautai, Sarnia Chérie.